# Trigonostemon stenophyllus
Trigonostemon stenophyllus là một loài thực vật có hoa trong họ Đại kích. Loài này được Quisumb. miêu tả khoa học đầu tiên năm 1930.